# ウィリアム・ロバート・グローブ

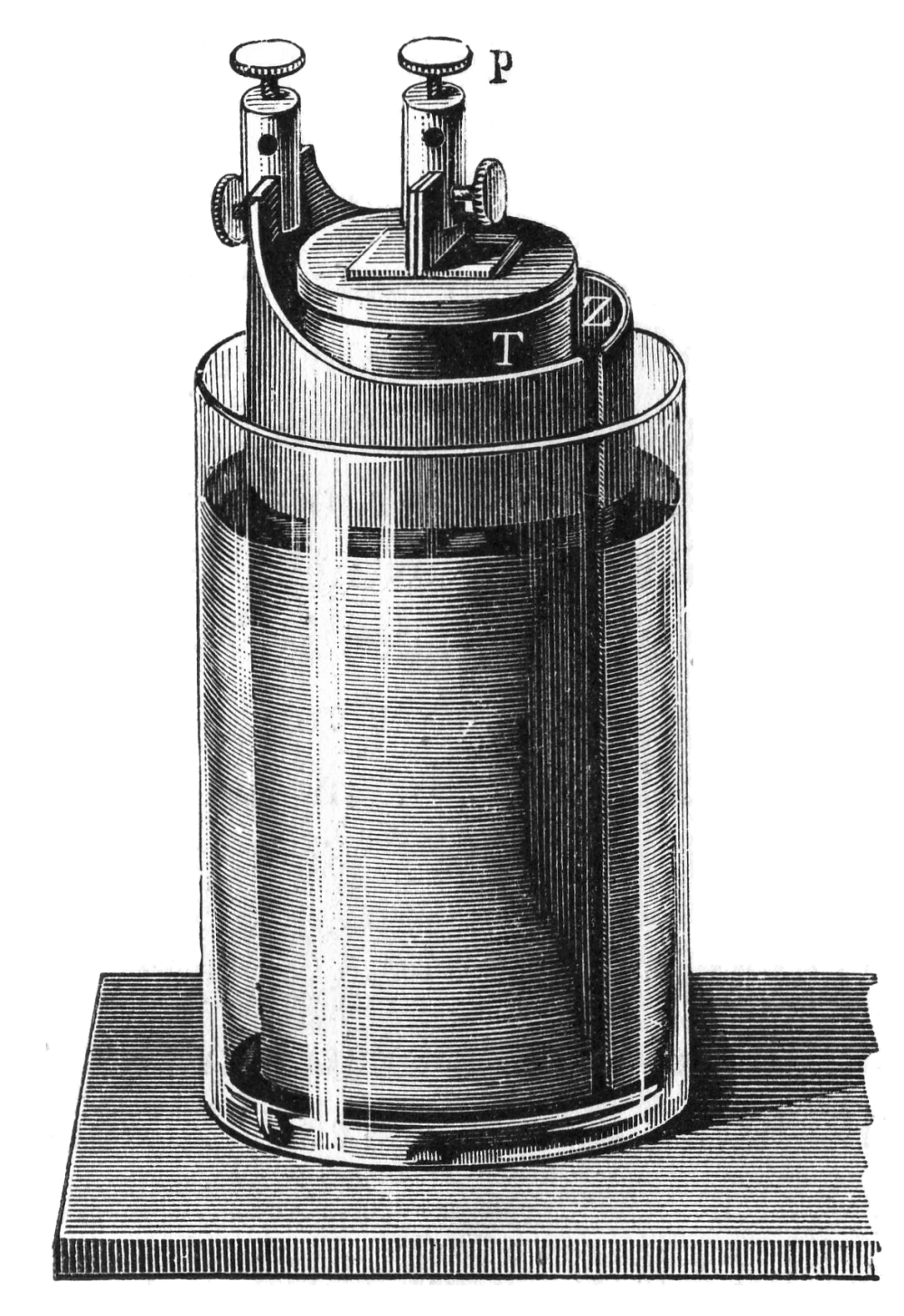
グローブ電池（1897年）

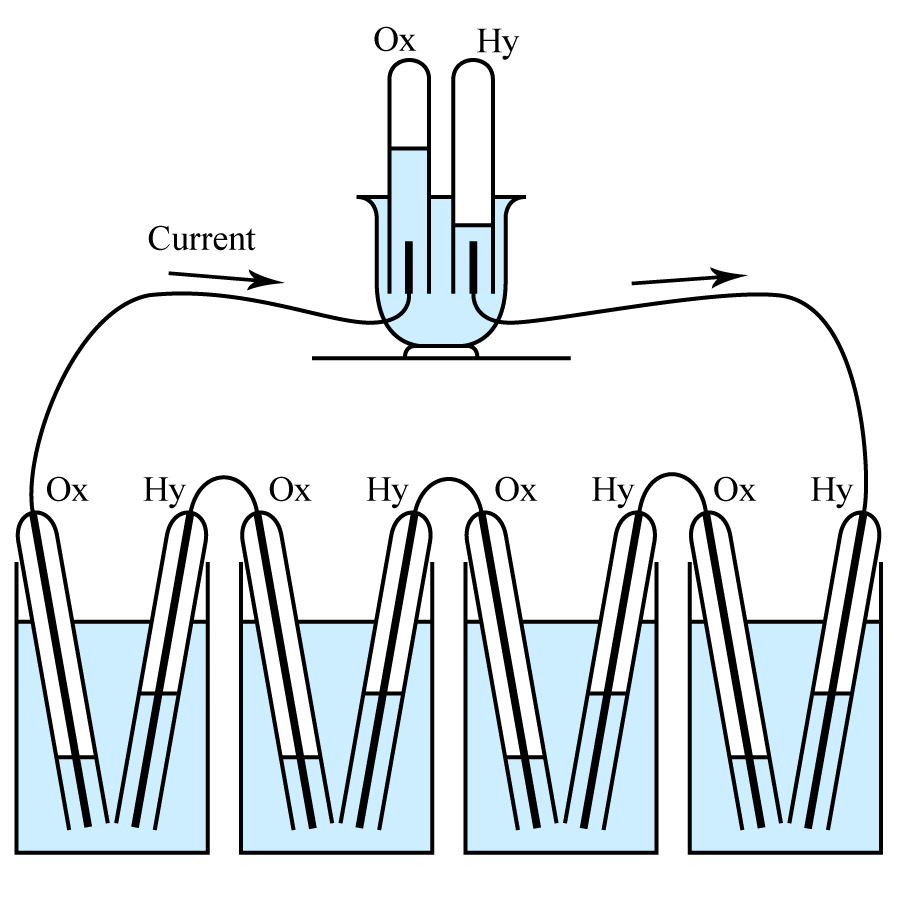
燃料電池の原型として知られるグローブの気体ボルタ電池(1839年)

ウィリアム・ロバート・グローブ（英：William Robert Grove、1811年7月11日 - 1896年8月1日）は、イギリスの科学者。グローブ電池を考案したことで知られる。

## 来歴
1811年7月11日にウェールズのスウォンジーで生まれた。ブレーズノーズ・カレッジに進学した。彼は電気化学の分野に強い関心を抱き、1839年には、気体ボルタ電池という燃料電池の原型を考案した。それは後年、フランシス・トーマス・ベーコンによって改良され、燃料電池として実用化された
。
彼が原理を考案したアルカリ電解質形燃料電池は1960年代に進められていたアメリカの宇宙開発で使用された。有人宇宙飛行において発電後に副産物として生成される水を利用できるという利点は重要な要素だった。1842年にはグローブ電池を考案したが、当時は電極に高価な白金を使用しており、1840年代から1860年代までの一時期は電信の分野で使用されたものの、放電に伴い電圧が降下して安定しないので、ダニエル電池よりも高い電流出力と高い電圧だったが徐々に廃れた。
1840年王立協会フェロー選出、同協会から1847年ベーカリアン・メダル、ロイヤル・メダル受賞。